# Parque nacional De Alde Feanen
Parque nacional De Alde Feanen (en neerlandés: Nationaal Park De Alde Feanen) es un parque nacional en la provincia de Frisia, en los Países Bajos. El Faenen Alde es también una zona de Natura 2000.
El Feanen Alde es parte de las comunidades de Boornsterhem, Smallingerland y Tietjerksteradeel. Su tamaño es de aproximadamente 25 kilómetros cuadrados (9,7 millas cuadradas). Parte del parque nacional incluye al lago de la zona Princenhof (o Princehof). El Feanen Alde contiene pantanos, lagos, bosques y algunos humedales. En el área existen menos 450 especies de plantas y 100 especies de aves.
En el pueblo de Eernewoude hay un centro de visitantes, De Reidplûm, cerca de la estación de cría de Eibertshiem.

## Véase también

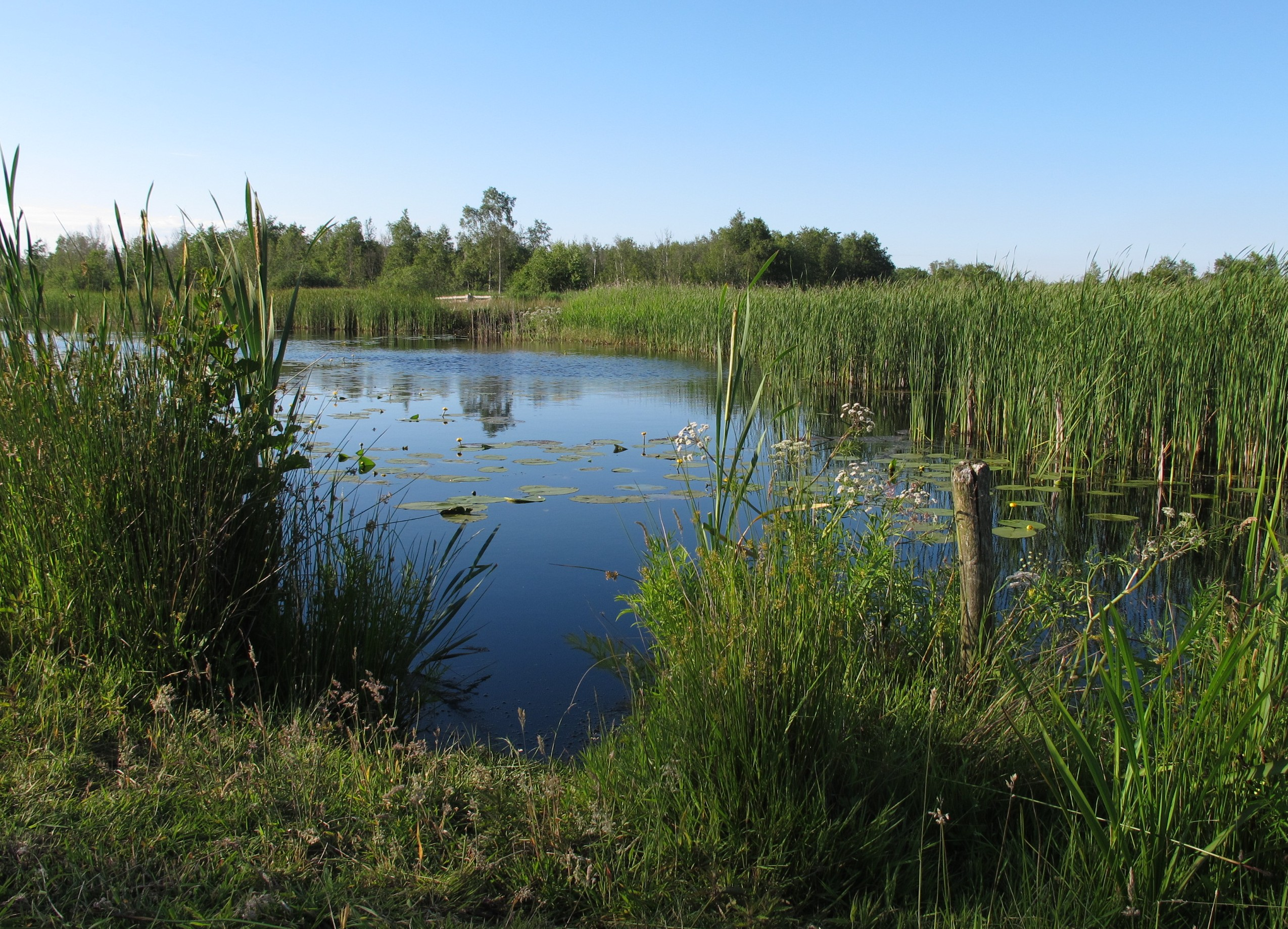
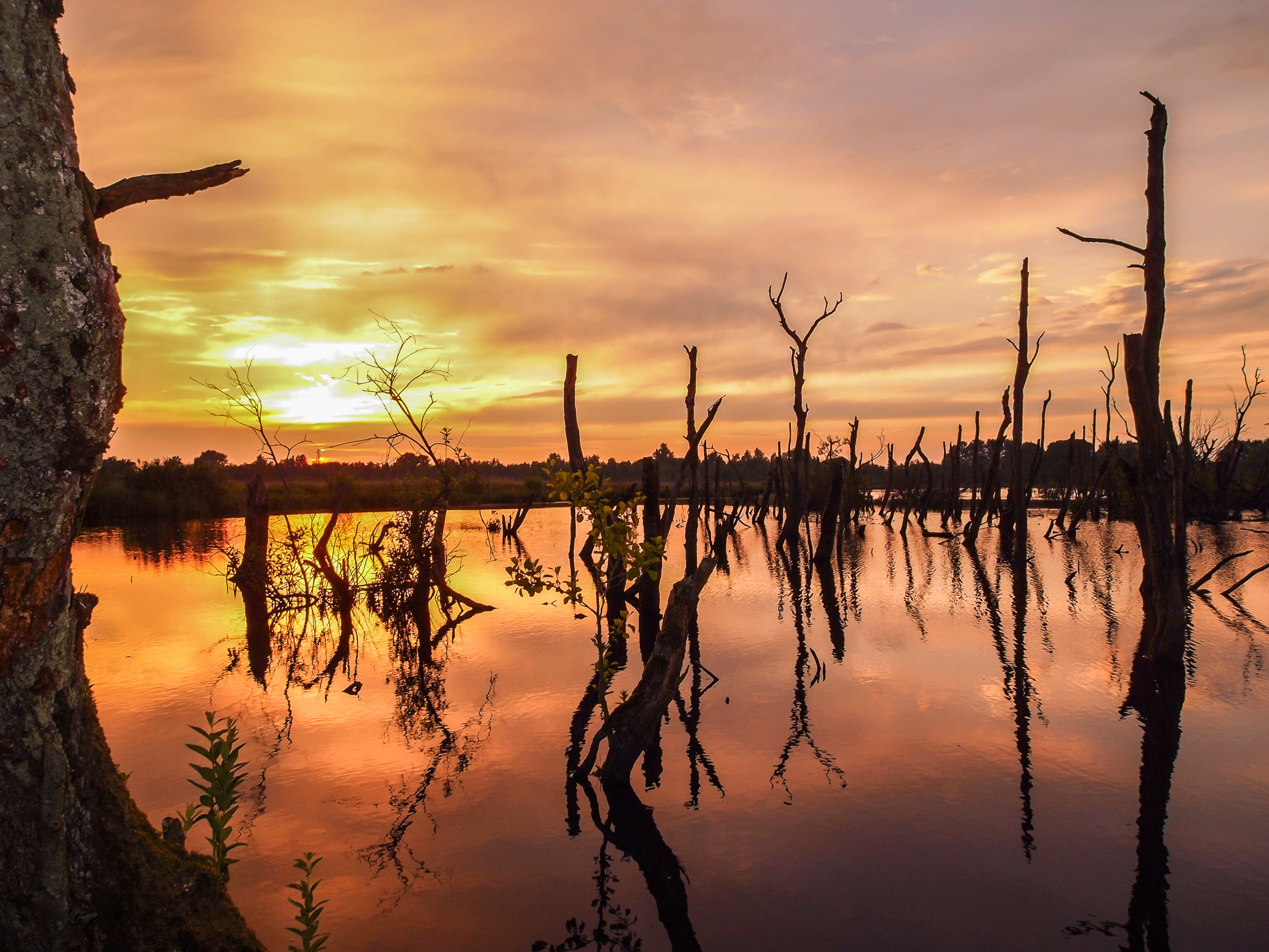
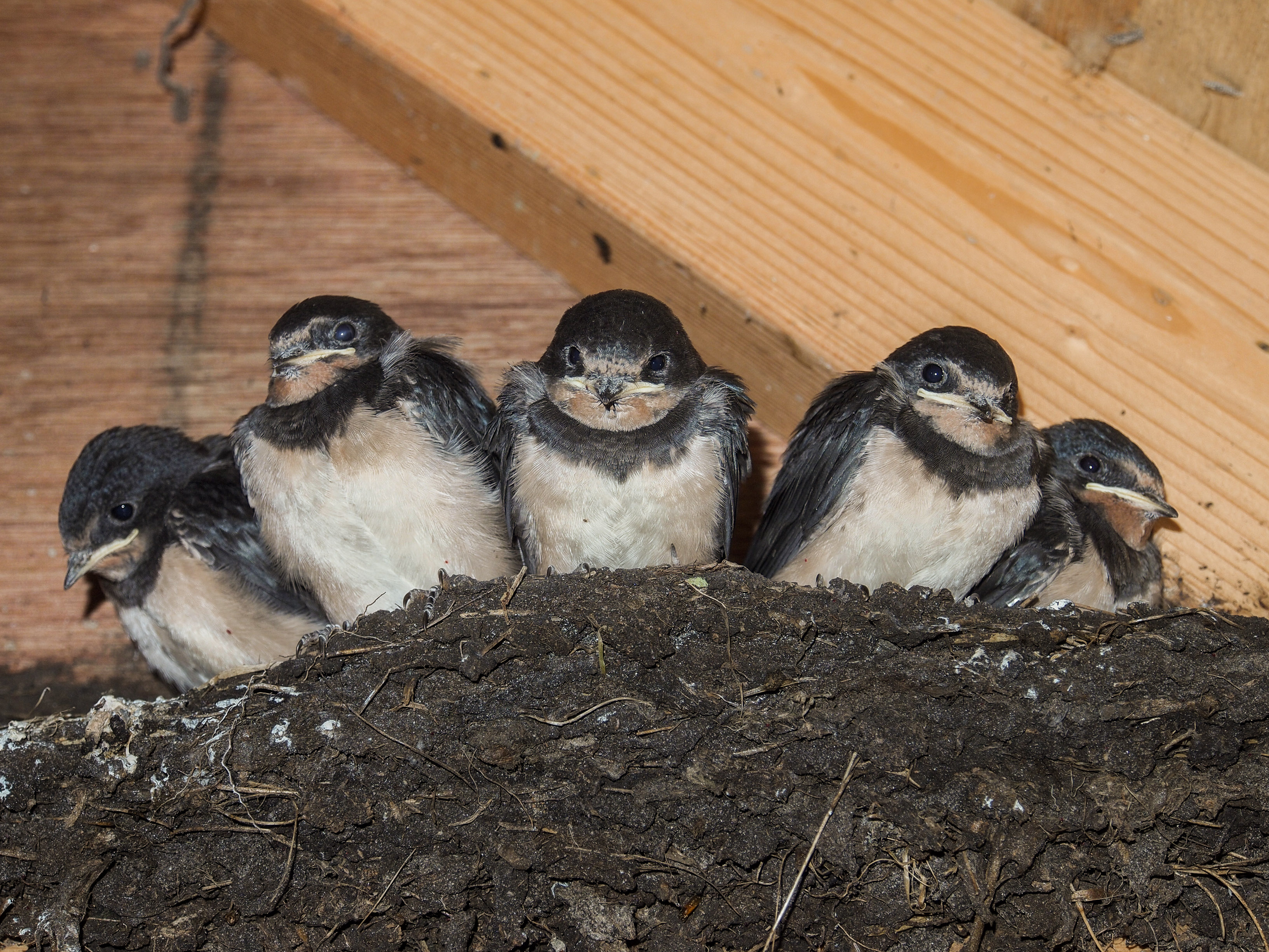
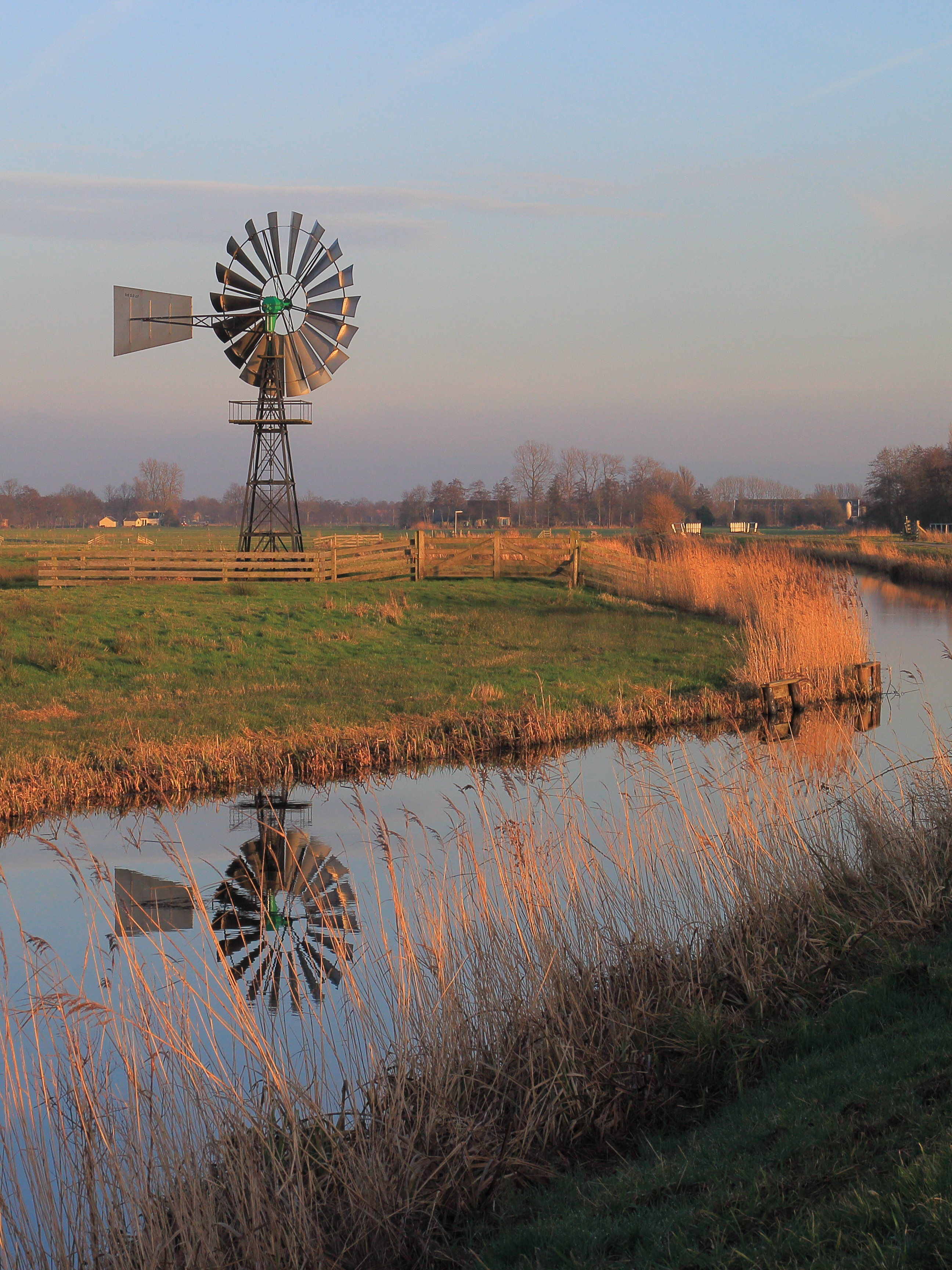